# Liptovská Anna
Liptovská Anna es un municipio del distrito de Liptovský Mikuláš en la región de Žilina, Eslovaquia, con una población estimada a final del año 2024 de 104 habitantes.
Se encuentra ubicado al sureste de la región, cerca del curso alto del río Váh (cuenca hidrográfica del Danubio), de los montes Tatras y de la frontera con Polonia y las regiones de Prešov y Banská Bystrica.

## Demografía
| Año        | 1994 | 2004    | 2014    | 2024     |
| ---------- | ---- | ------- | ------- | -------- |
| Población  | 104  | 94      | 86      | 104      |
| Diferencia |      | −9,61 % | −8,51 % | +20,93 % |

| Año        | 2023 | 2024    |
| ---------- | ---- | ------- |
| Población  | 97   | 104     |
| Diferencia |      | +7,21 % |